# Triethylsilanol
Triethylsilanol ist eine chemische Verbindung aus der Gruppe der organischen Silanole.

## Gewinnung und Darstellung
Triethylsilanol kann durch Hydrolyse von Triethylfluorsilan (Et3SiF) gewonnen werden.
{\displaystyle {\ce {Et3SiF + H2O -> Et3SiOH + HF}}}

## Eigenschaften
Triethylsilanol ist eine farblose Flüssigkeit mit einem Flammpunkt von 57 °C.
Neuere Untersuchungen an Trimethylsilanol  und Triethylsilanol zeigen, dass diese mit hoher Wirksamkeit und deutlich besser als die korrespondierenden Alkohole tert-Butanol und 3-Ethyl-3-pentanol als antimikrobielle Substanz gegen E. Coli-Bakterien und Staphylococcus aureus wirken.